# Watertoren van Moeskroen

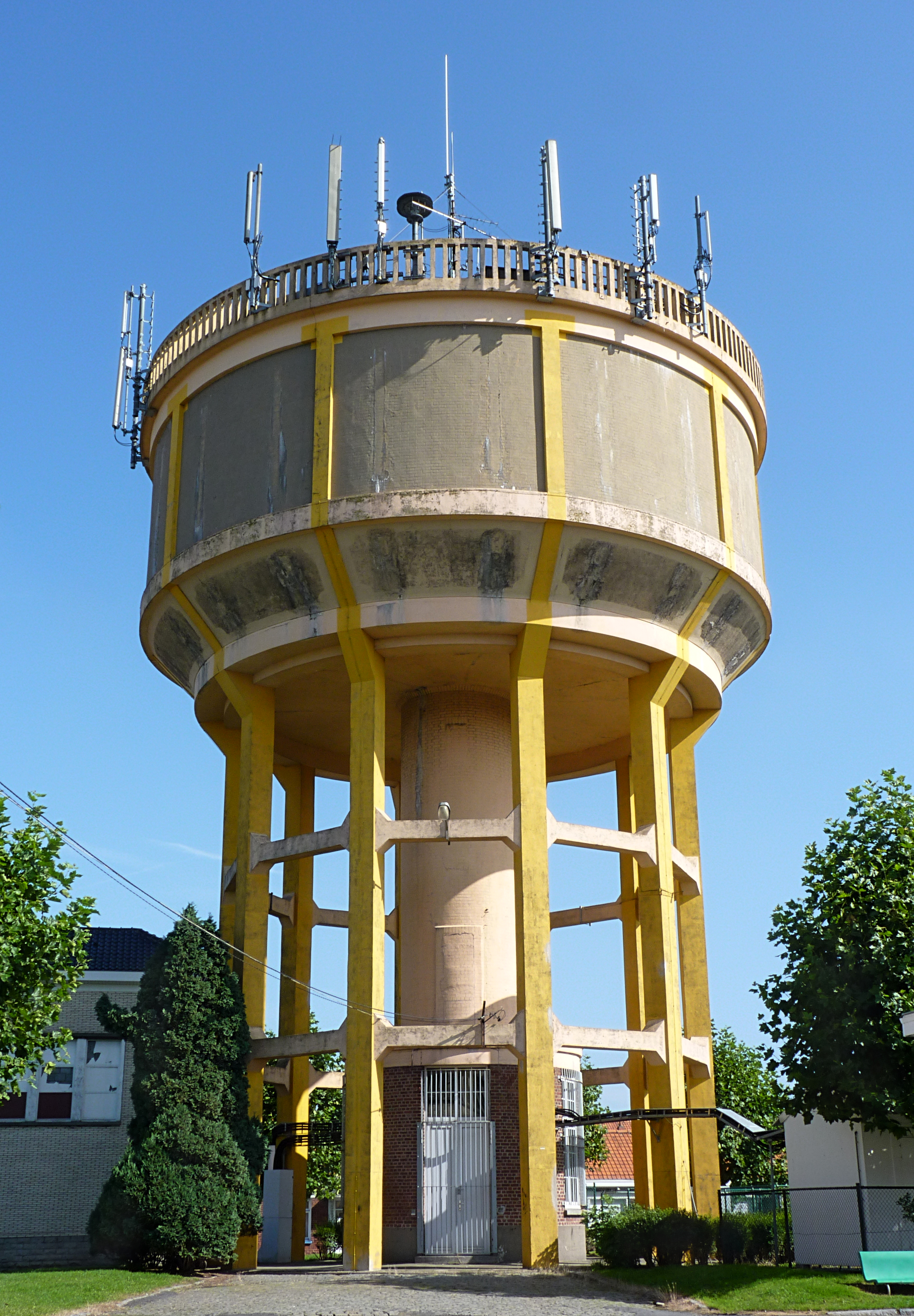
Watertoren van Moeskroen

De Watertoren van Moeskroen bevindt zich in Moeskroen in de Belgische provincie Henegouwen, op het Verbroederingsplein (Place de la Fraternité) te midden van de Cité de la Fraternité, een fabrieksnederzetting die zich bevindt in het hart van de Moeskroense wijk Nieuwe Wereld (Nouveau Monde).
Deze betonnen watertoren werd in opdracht van de stad Moeskroen ontworpen door Jules Geldhof en gebouwd in 1934-1935. Het betreft een groot rond reservoir dat rust op betonnen pilaren.